# Резолюция Совета Безопасности ООН 1039
Резолюция Совета Безопасности Организации Объединённых Наций 1039 (код — S/RES/1039), принятая 29 января 1996 года, сославшись на предыдущие резолюции по Израилю и Ливану, включая 501 (1982), 508 (1982), 509 (1982) и 520 (1982), а также изучив доклад Генерального секретаря Бутроса Бутроса-Гали о Временных силах Организации Объединённых Наций в Ливане (ВСООНЛ), утвержденных в резолюции 426 (1978), Совет постановил продлить мандат ВСООНЛ ещё на шесть месяцев до 31 июля 1996 года.
Затем Совет вновь подчеркнул мандат Сил и попросил Генерального секретаря ООН продолжить переговоры с правительством Ливана и другими заинтересованными сторонами в отношении выполнения резолюций 425 (1978) и 426 (1978) и представить соответствующий доклад.
Были приветствованы меры, касающиеся рационализации ВСООНЛ к маю 1996 года, включая положения по достижению дальнейшей экономии, но при этом было отмечено, что оперативный потенциал Сил не пострадает.